# Zennegat

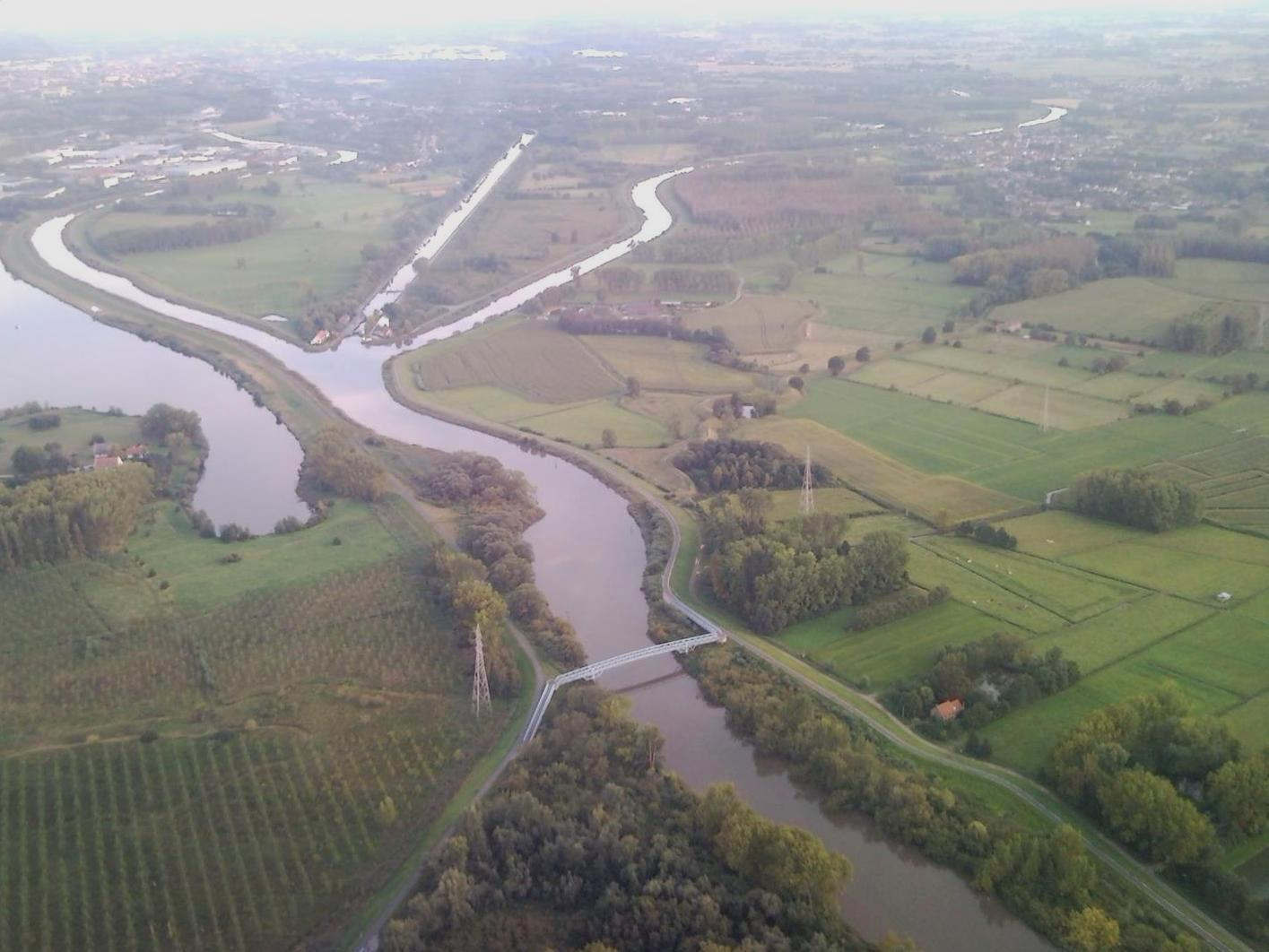
Fotografie aeriană a zonei Zennegat

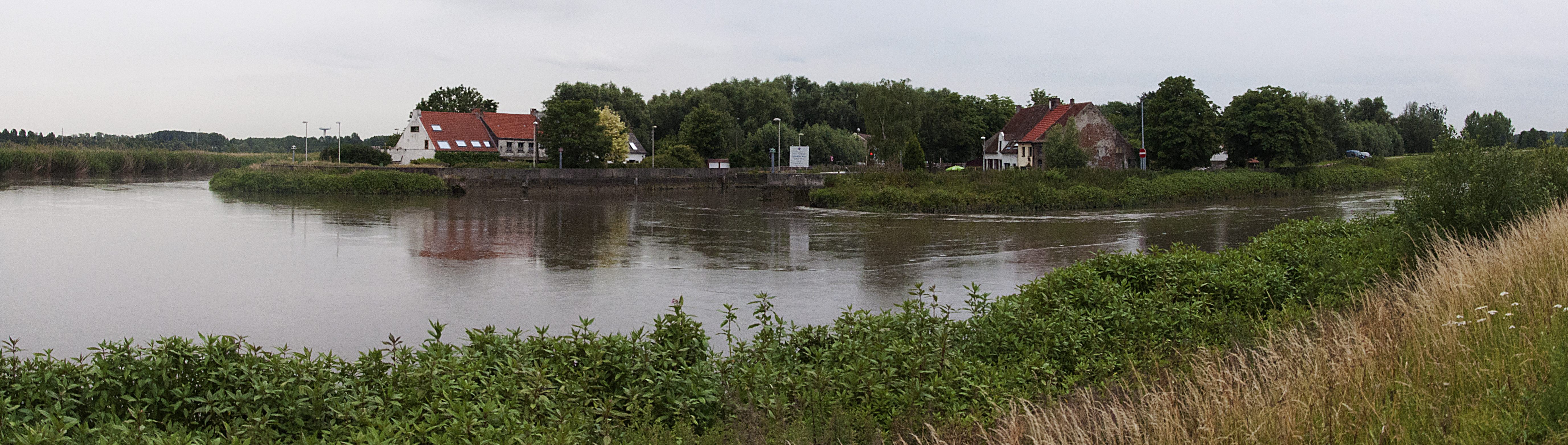
Zennegat la confluența dintre Dyle, canalul Louvain-Dyle și Zenne.

Zennegat este o zonă din cartierul Battel al orașului belgian Mechelen unde se întâlnesc mai multe cursuri de apă. Râul Zenne (de unde și numele zonei) și canalul Louvain-Dyle se varsă în Dyle / Dijle, care fuzionează câteva sute de metri mai departe cu Nete / Nèthe pentru a forma râul Rupel. Porțiunea din Dyle / Dijle cuprinsă între Zennegat și vărsarea în Rupel este denumită în limbaj popular Koestaart (în română Coada vacii), datorită formei sale..
Începând din anul 2014, în Zennegat a fost înființată o zonă protejată arheologic.
De secole, în această zonă locuiau câteva familii care se ocupau din tată în fiu cu halajul vaselor. Această ocupație a dispărut odată cu apariția ambarcațiunilor motorizate. Numărul locuințelor din Zennegat a variat de-a lungul timpului în jurul a 20.
Zonă pitorească, Zennegat a devenit în secolul al XX-lea un loc în care și-au construit sau cumpărat locuințe diverși artiști, muzicieni și figuri publice non-conformiste. Printre aceștia se numără și actrița și prezentatoarea TV flamandă Tine Van den Brande. Muzicianul de jazz André Goudbeek, care locuia și el la Zennegat, a realizat în 2005 un CD denumit după locul respectiv, cu improvizații pentru bandoneon. Frans Croes, un desenator și pictor non-conformist din Mechelen, a locuit și el la Zennegat până la moartea sa, în 2011, și și-a avut și studioul acolo.

## Ciclism și recreere
Pe diferitele diguri construite de o parte și de alta a cursurilor de apă au fost amenajate piste pentru cicliști sau pentru cei care vor să se plimbe pe jos. Popularul pod albastru dedicat cicliștilor, dintre Heindonk–Walem–Rumst, a fost reabilitat și redeschis în 2015.
La sfârșitul anului 2011 a fost inaugurat un pod lung de 42 m peste râul Zenne, pentru cicliști și pietoni. Din anul 2014, la Zennegat există și un pod pietonal și ciclist mobil peste  canalul Louvain-Dyle.

## Galerie de imagini

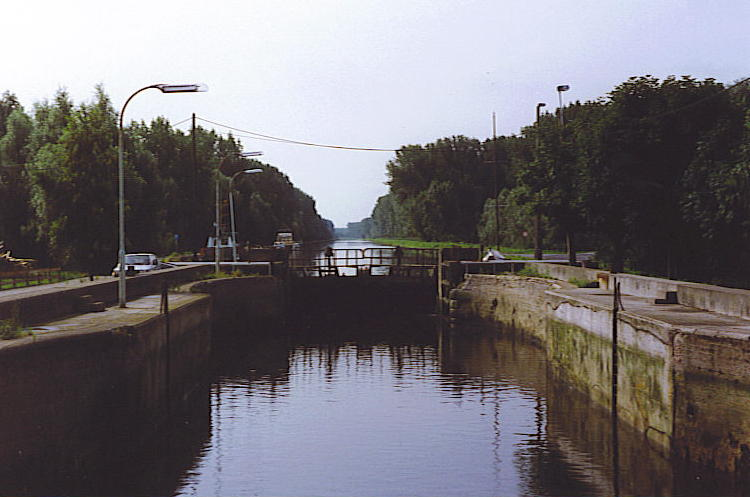
Capătul canalului Louvain-Dyle
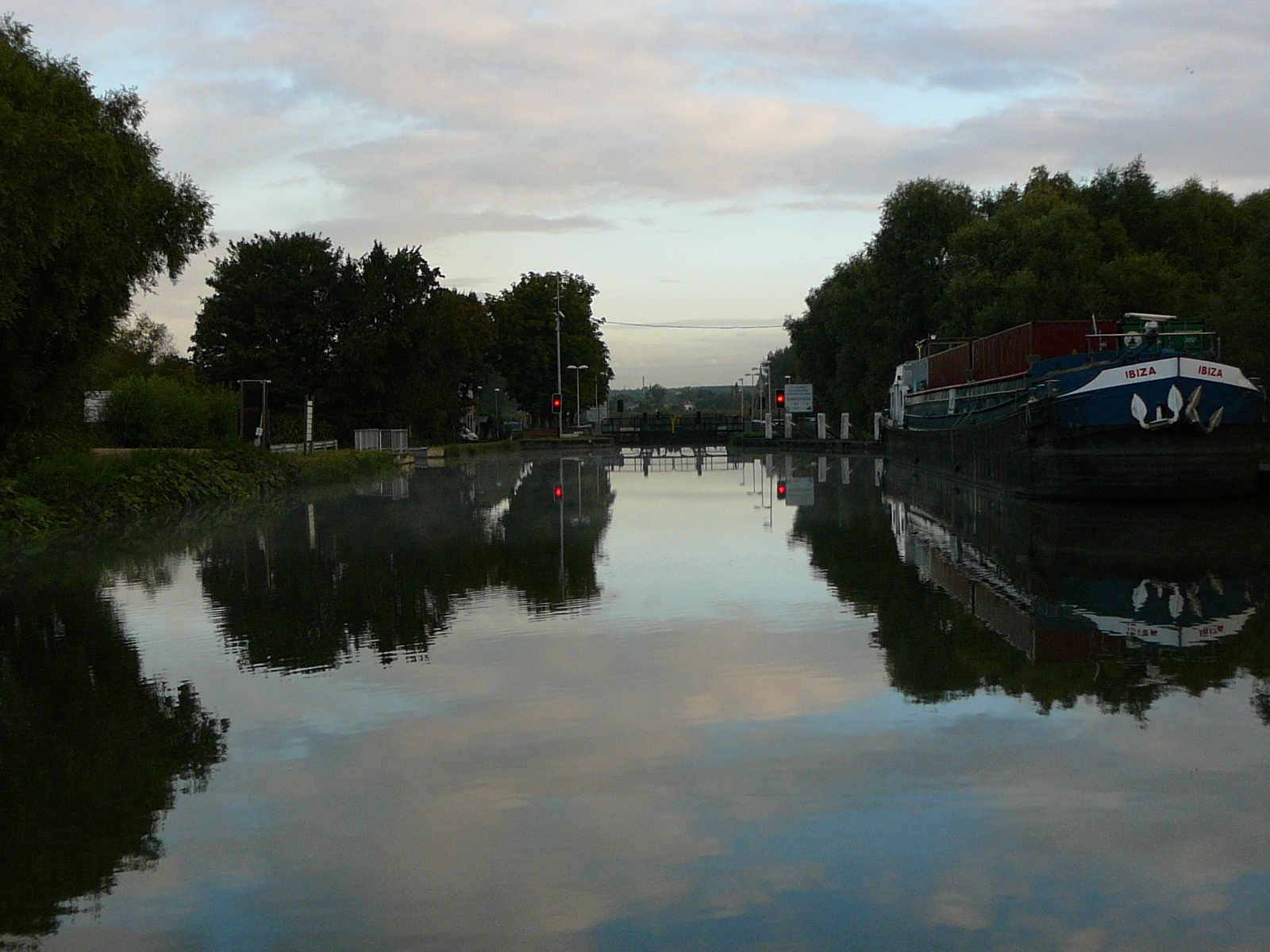
Ecluza
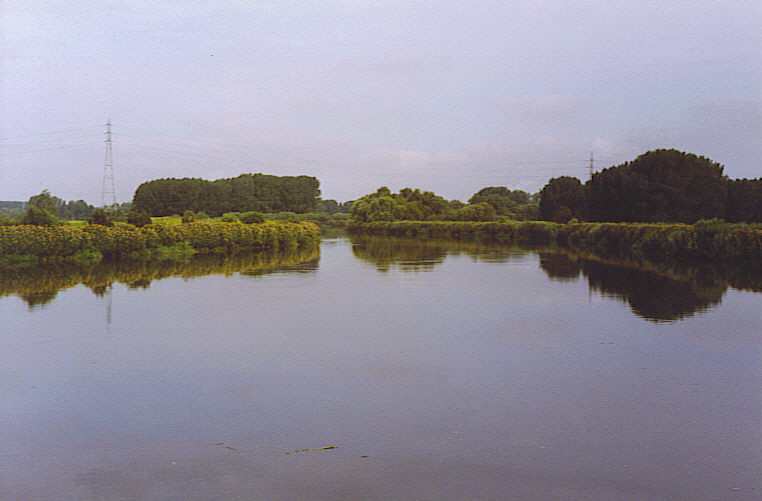
Dyle / Dijle lângă Zennegat